# Gwen Hennessey
Irmã Gwen Hennessey (nascida em 29 de setembro de 1932) foi uma religiosa e ativista católica franciscana, que como sua irmã de sangue Dorothy Hennessey se tornou conhecida por participar ativamente com o padre Roy Bourgeois nas campanhas pelo fechamento da Escola das Américas organizadas pela organização chamada Observador da Escola das Américas.

## Ativismo
Seu irmão, o reverendo Ron Hennessey foi um missionário na América Latina a partir de 1964 até sua morte, em 1999. Ele escreveu cartas para sua família descrevendo sua vida na Guatemala e em El Salvador. Na década de 1980, em suas cartas contava como índios maias em sua paróquia estavam sendo aterrorizadas e assassinados por esquadrões militares guatemaltecos treinados na Escola das Américas. Ele se tornou amigo do arcebispo Óscar Romero e quando o arcebispo foi assassinado, Padre Ron descreveu de seu funeral na Catedral quando o exército salvadorenho disparava contra o povo participante do funeral.
As duas Irmãs, Dorothy Marie e Gwen Hennessey começaram a desenvolver uma visão mais crítica das políticas americanas na América Latina. Dorothy Hennessey tornou sua posição pública quando se uniu a "Caminhada da Paz em todo os Estados Unidos", para protestar contra o comportamento belicoso dos Estados Unidos na América Latina.
As irmãs Hennessey protestavam pelo fato de que a Escola das Américas seguia ensinando técnicas de tortura aos soldados latino-americanos , e que os graduados do programa acabavam sempre envolvidos em atrocidades, incluindo o assassinato em 1989 de seis padres jesuítas e duas mulheres em El Salvador.
Em 2001, as duas irmãs Dorothy e Gwen Hennessey, foram presas e condenadas a seis meses em prisão federal nos Estados Unidos por sua participação em protesto organizado anualmente pelo Observador da Escola das Américas.

## Premiação
Em 2002, Dorothy e Gwen Hennessey receberam a condecoração "Pacem in Terris", baseada na cara encíclica de 1963 do Papa João XXIII, que apela a todos os homens de boa vontade para garantir a paz entre todas as nações. Pacem in Terris é o latim para " paz na terra ".
Irmã Dorothy morreu em 24 de janeiro de 2008, aos 94 anos.